# رافائيل كاكزور
رافائيل كاكزور (بالبولندية: Rafał Kaczor)‏ (مواليد 6 أغسطس 1982) هو ملاكم بولندي، مثّل بلاده في الألعاب الأولمبية الصيفية 2008.

## روابط خارجية
رافائيل كاكزور على موقع بوكس ريك (الإنجليزية) (registration required)
- رافائيل كاكزور على موقع أوليمبيديا (الإنجليزية)
- رافائيل كاكزور على موقع اللجنة الأولمبية البولندية (مؤرشف) (البولندية)